# Шахаб-3
Шахаб-3 (Shahab-3) је балистичка ракета средњег домета (MRBM) развијена и произведена у Ирану. Са првобитним дометом од 1300 km, а након редизајна 2100 km, може да погоди Израел, што је узроковало забринутост у тој држави. Ракета, базирана на севернокорејској ракети Нодонг-1, тестирана је у раздобљу 1998-2003. Додата је у војни арсенал Ирана 7. јула 2003. године.
Овој ракети претходе Шахаб-1 и Шахаб-2.